# 費奧多爾·瓦西里耶維奇·康斯坦丁諾夫
费多尔·瓦西里耶维奇·康斯坦丁诺夫（1901年2月8日—1991年12月8日）苏联科学家、哲学家，哲学博士、教授（1935年），苏联科学院院士（1964年）。

## 生平
1918年加入苏联共产党。1932年毕业于红色教授学院，任苏联马克思、恩格斯、列宁研究院高级研究员、苏联科学院哲学研究所学术秘书。1934年任教授。1936年至1941年，任《真理报》编辑。1941年，在苏共中央做宣讲员。1942年后在苏联红军中工作，退役后回到苏联科学院哲学研究所任高级研究员和研究组组长。1954年，任《哲学问题》杂志主编。1953年，获博土学位，晋升为苏联科学院通讯院士。1954年至1955年，任苏联科学院院长。1955年至1958年，任苏联共产党中央委员会宣传鼓动部部长。1958年至1962年，任苏共中央理论和政治机关刊物《共产党人》总主编。1962年，任苏联科学院哲学研究所所长。1967年，任苏联科学院哲学和法学部院士秘书。1977年起，任苏联哲学家协会理事会主席。
1991年12月8日去世。著有《争取哲学战线上的转变》、《马克思列宁主义哲学原理》、《历史唯物主义科学》(1949)。